# Minuartia dirphya
Minuartia dirphya är en nejlikväxtart som beskrevs av Trigas, Iatroú. Minuartia dirphya ingår i släktet nörlar, och familjen nejlikväxter. Inga underarter finns listade i Catalogue of Life.